# Cotul Dunării la Schlögen

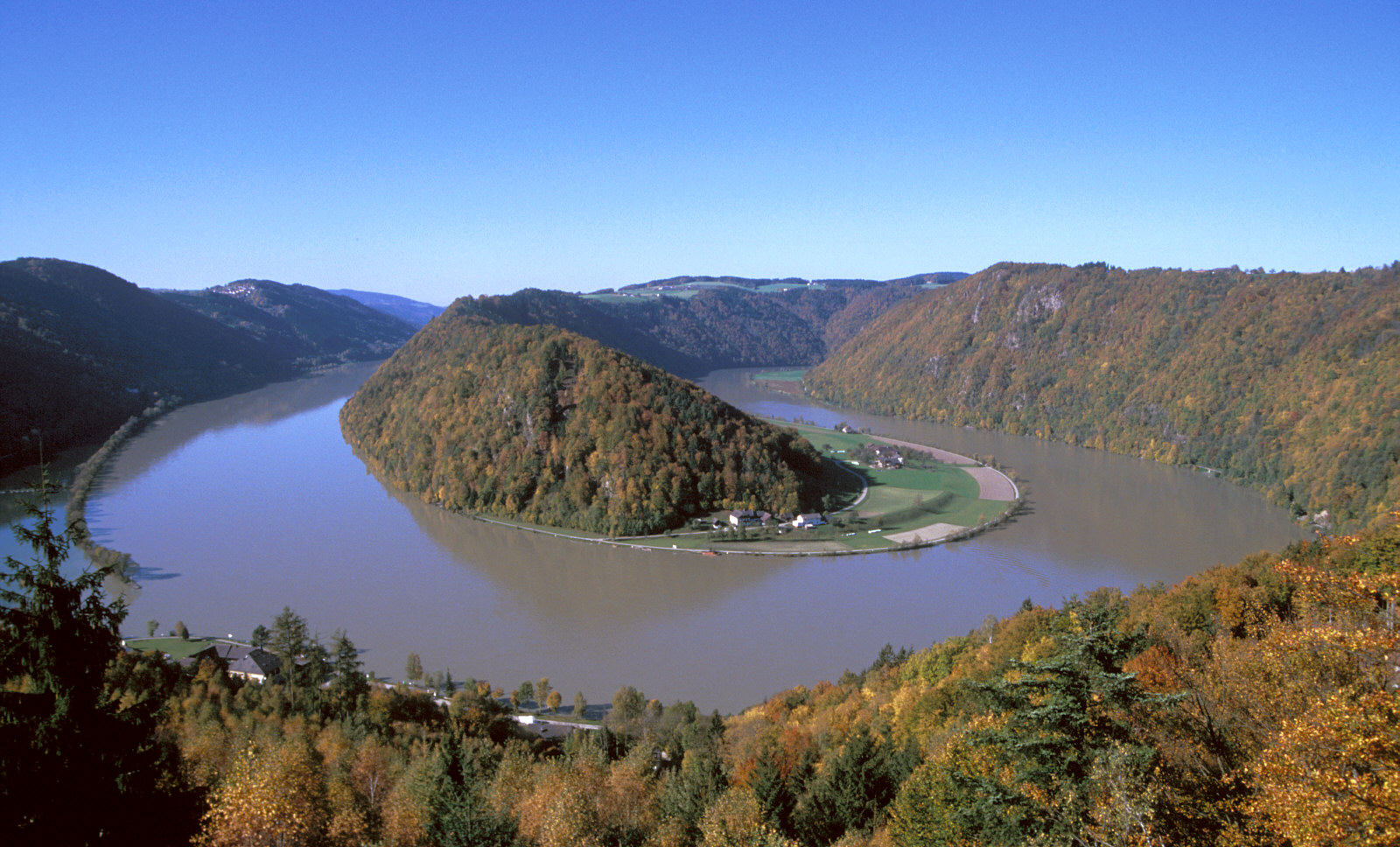
Cotul Dunării la Schlögen

Cotul Dunării la Schlögen sau în germană Schlögener Schlinge este denumirea curburii situată pe cursul superior al Dunării în Austria Superioară între kilometrul 2180,5 și 2186,5, la ca. jumătatea distanței dintre Passau și Linz. Pe malul de sud al Dunării se află comuna Haibach ob der Donau la nord comuna se învecinează cu localitatea Hofkirchen im Mühlkreis.

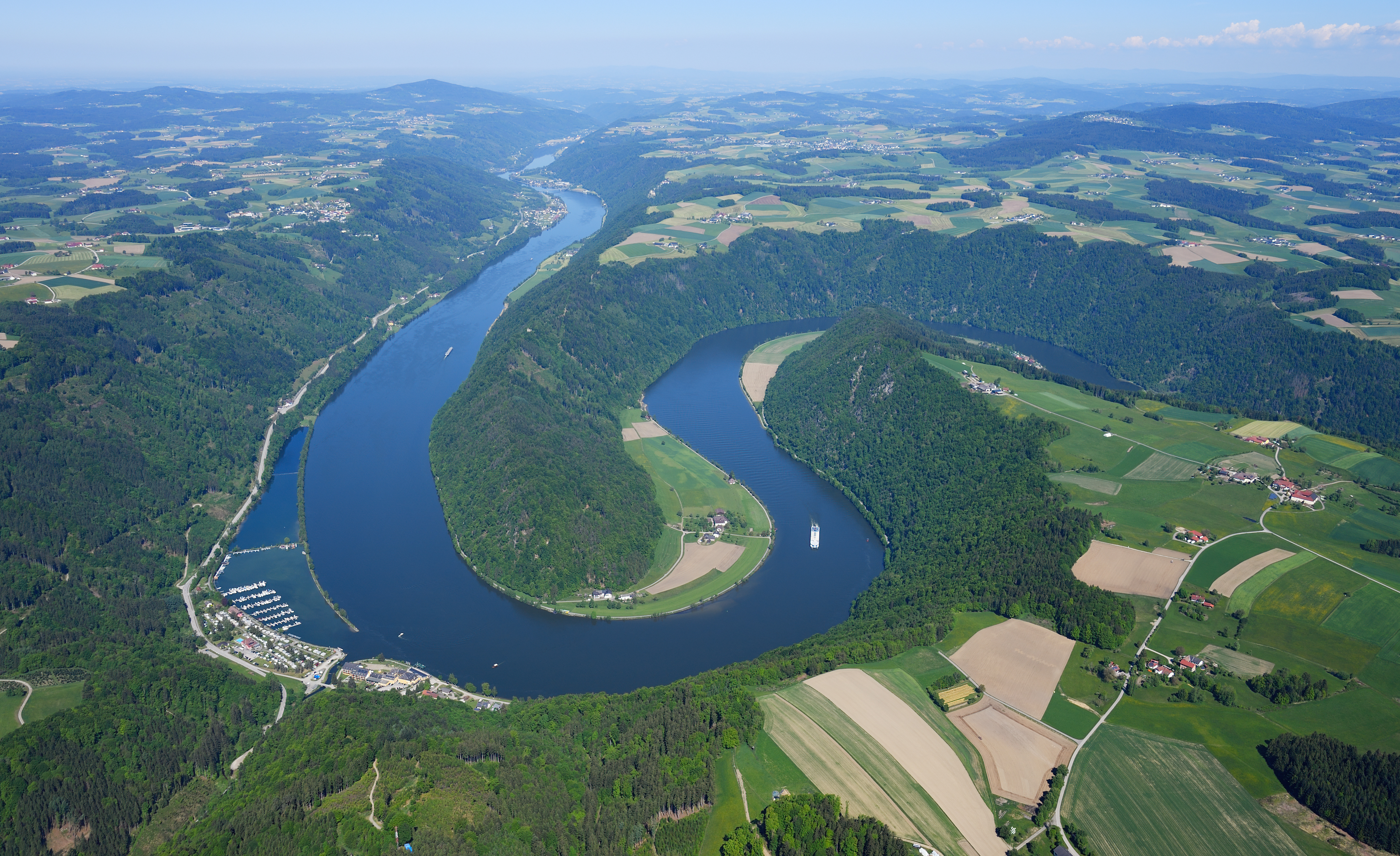
Cotul Dunării la Schlögen

În prealabil fluviul a străbătut Masivul Boemiei printr-un defileu situat între Passau și Aschach an der Donau. După defileu fluviul are numeroase meandre iar la Schlögener Schlinge, face o întoarcere de 180 de grade, de la sud-est la nord-est. Cursul superior al Dunării este considerat în ciuda existenței barajelor, ca una dintre cele mai frumoase regiuni din văile Dunării. În trecut Schlögener Schlinge era printre cele mai periculoase tronsoane pentru navigația de Dunăre. Pe malul de nord al fluviului  între Au și Grafenau se află o potecă turistică prevăzută din loc în loc cu tăblițe care furnizează informații despre flora și fauna regiunii. O panoramă a curburii fluviului se poate vedea de la ruina Haichenbach.
Pe malul stâng al fluviului se află un drum dintre Passau și Au, cu lungimea de 70 km, amenajat pentru cicliști. Fluviul poate fi traversat cu Bacuri (poduri plutitoare) care pornesc din loc loc de pe ambele maluri. De la localitatea Untermühl se recomandă drumeția, calea are ca. 5–6 km lungime, și se poate vedea Schloss Neuhaus an der Donau (Castelul Neuhaus an der Donau) sau masivul de granit. În anul 2008 Schlögener Schlinge a fost numit „Naturwunder Oberösterreichs“ (Minunea naturii din Austria Superioară).

Cotul Dunării la Schlögen - Schlögener Schlinge
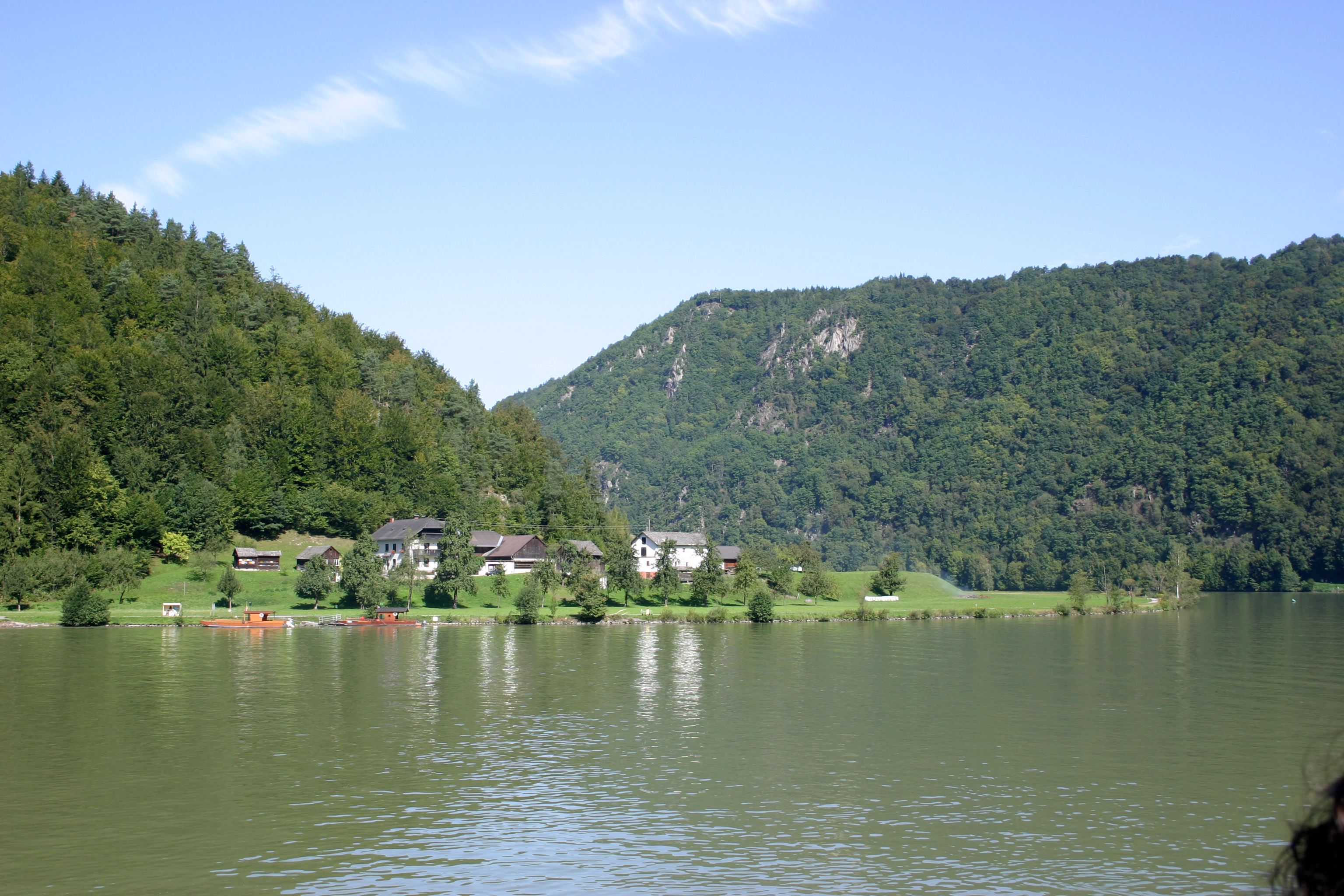
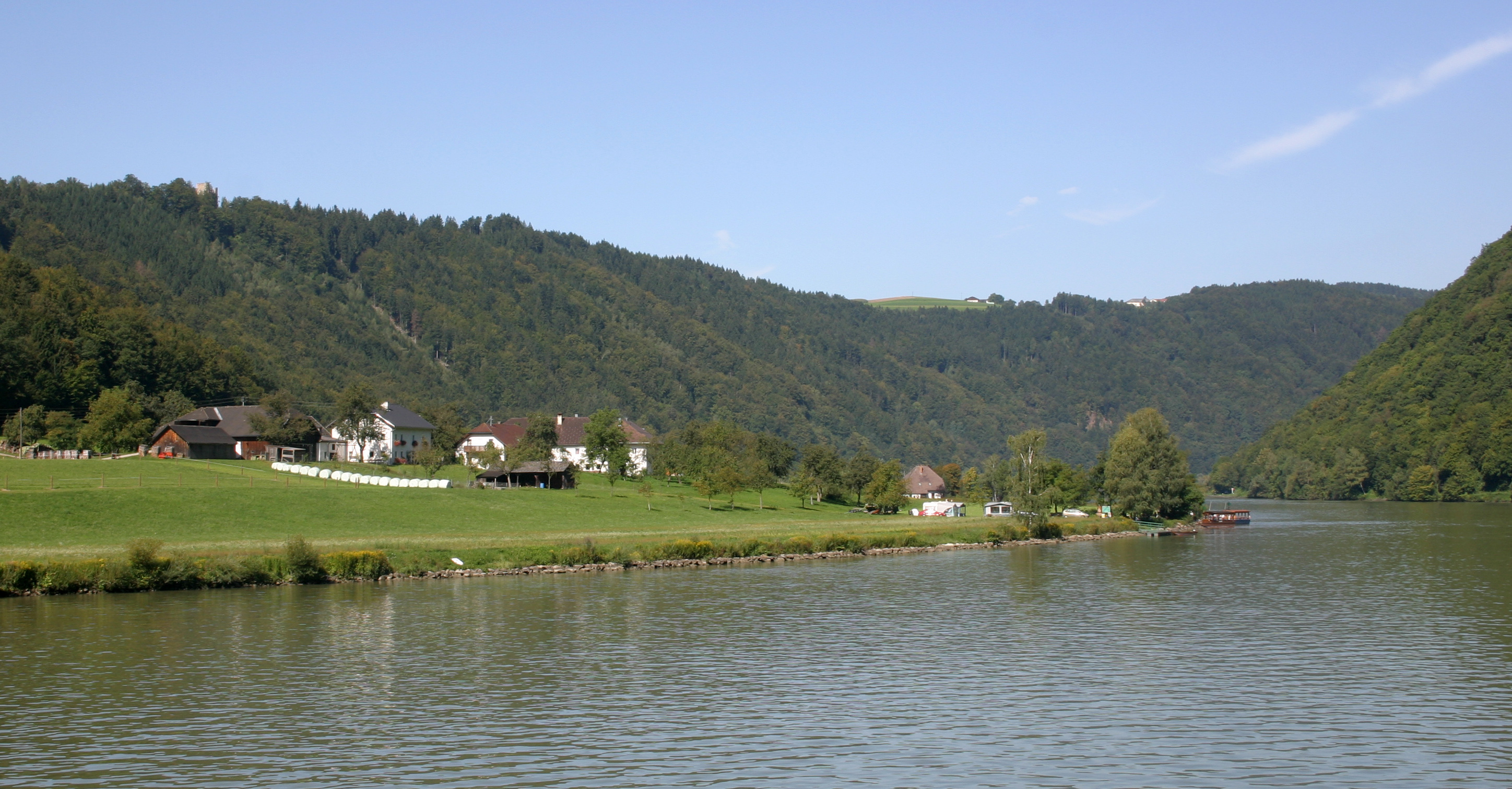
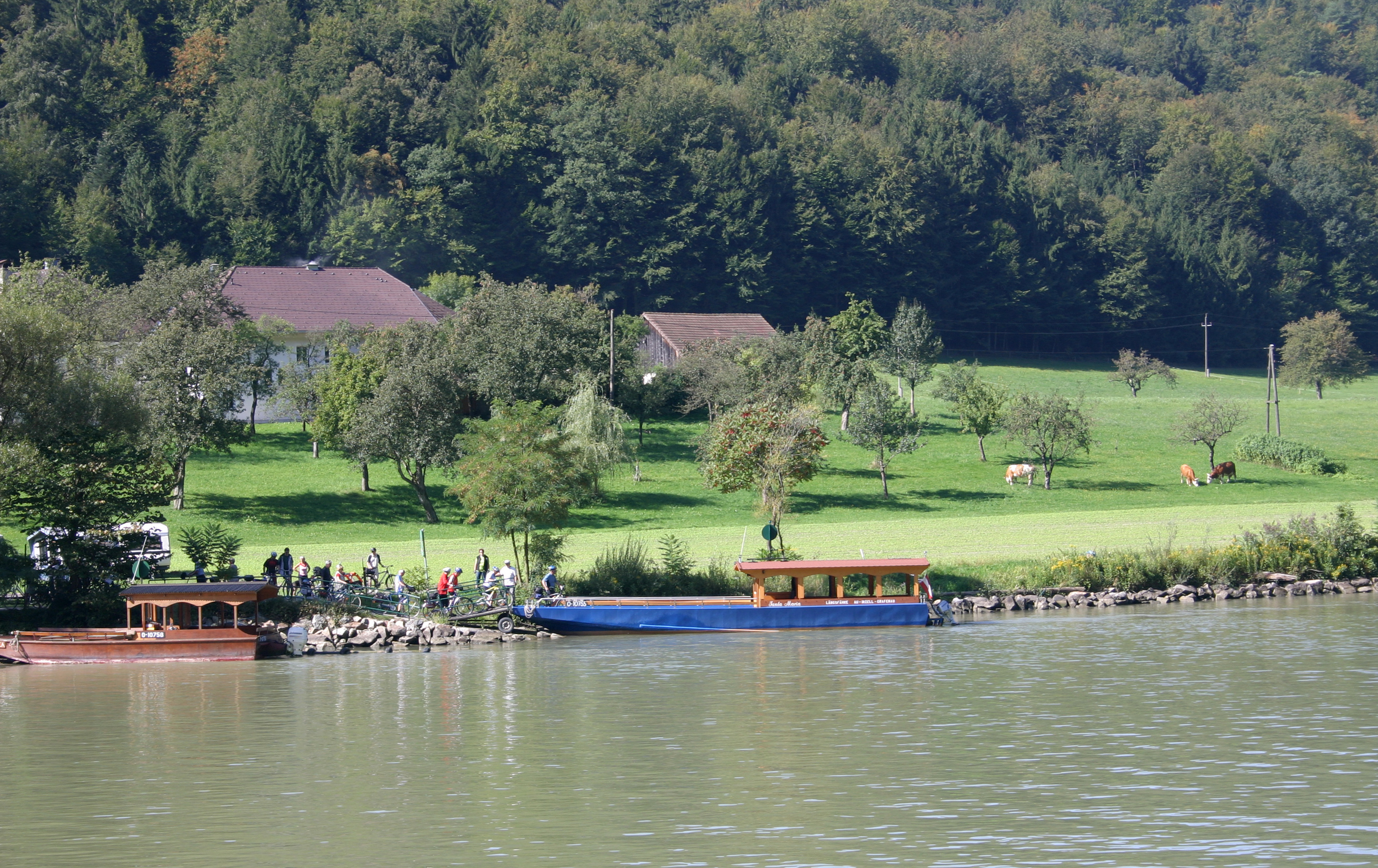
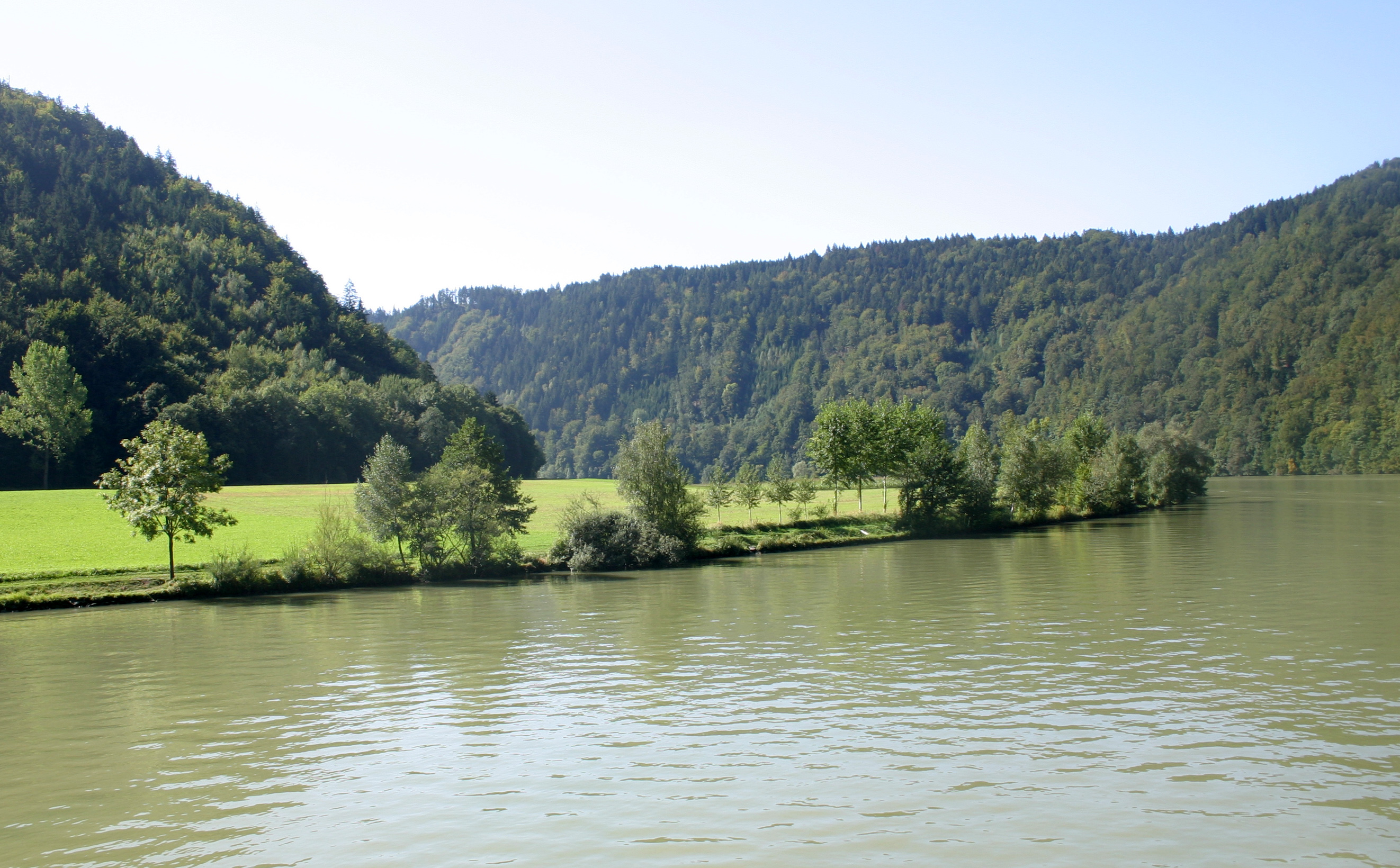